# Dischidia ruscifolia
Dischidia ruscifolia là một loài thực vật có hoa trong họ La bố ma. Loài này được Decne. ex Becc. mô tả khoa học đầu tiên năm 1886.